# Projet Manic-Outardes

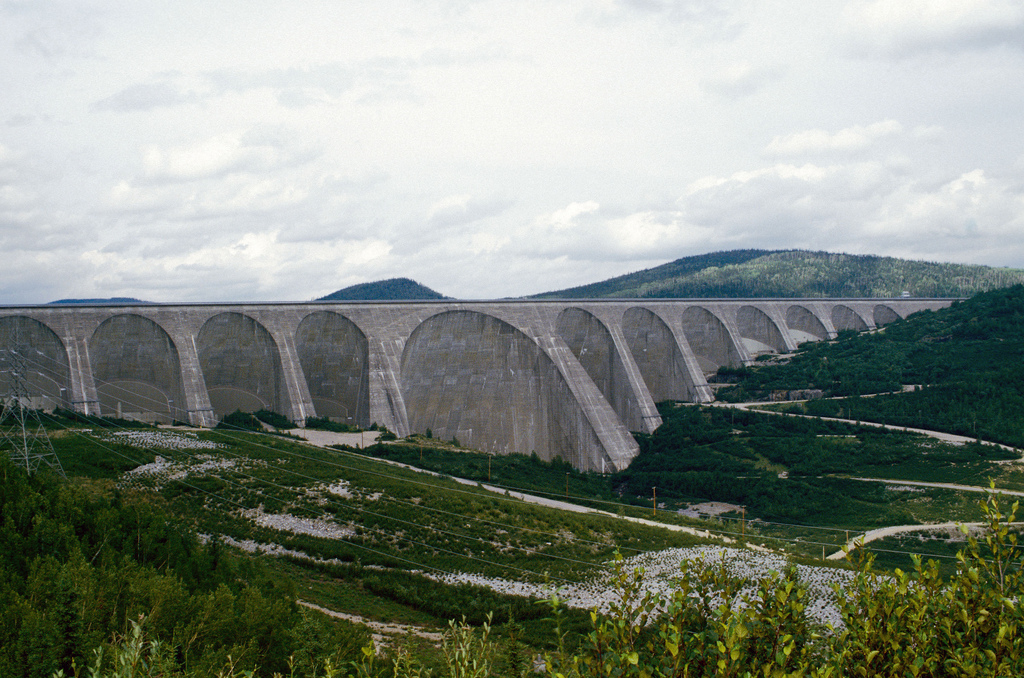
Le barrage Daniel-Johnson, monument emblématique du projet de construction de 7 centrales électriques sur les rivières Manicouagan et aux Outardes.

Le projet Manic-Outardes est un vaste projet de développements hydroélectriques sur les rivières Manicouagan et aux Outardes, sur la Côte-Nord du Québec, mené par Hydro-Québec entre 1959 et 1978. Les sept centrales de ce complexe ont une capacité installée de 7 567 mégawatts (MW).
Construit en pleine révolution tranquille, dont il est devenu l'un des monuments, le projet Manic-Outardes a fait d'Hydro-Québec l'un des chefs de file des secteurs de l’hydroélectricité et du transport de l'électricité. Aujourd'hui encore son composant emblématique, le barrage Daniel Johnson, reste le plus grand barrage à contreforts et à voûtes multiples du monde.

## Géographie

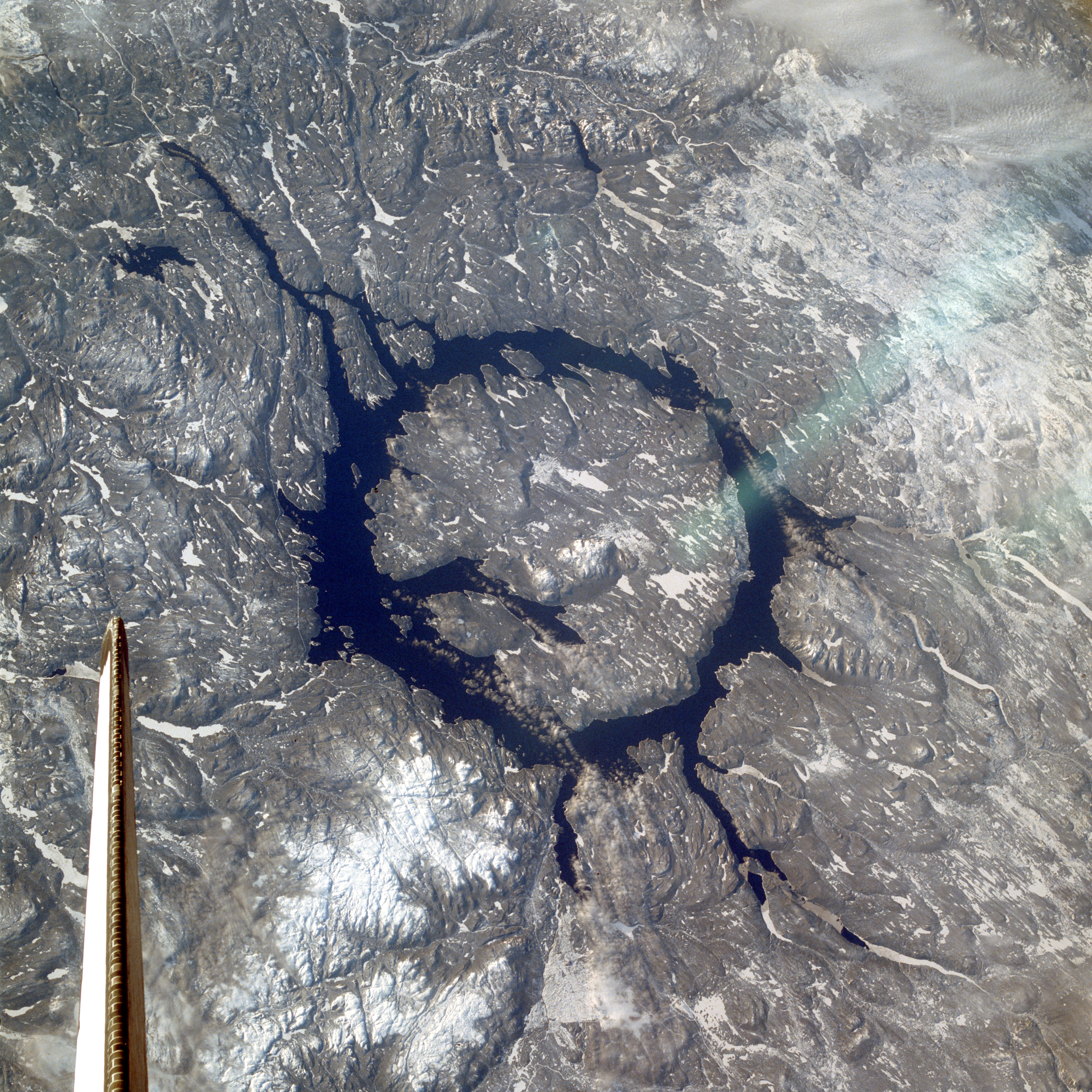
L’œil du Québec vu par la mission STS-9 (1983). Le sud est en haut.

La rivière Manicouagan prend sa source dans le réservoir Manicouagan, qui est l'un des plus grands cratères météoritiques du monde. À partir de l'exutoire du réservoir, surnommé « l’œil du Québec »,, elle parcourt 221 km vers le sud pour se jeter dans le fleuve Saint-Laurent, 360 mètres plus bas. Son débit moyen à l'embouchure est de 1 002 m3/s.
Parallèlement à la rivière Manicouagan mais plus au sud, la rivière aux Outardes, s’écoule sur 417 km du lac Plétipi au Saint-Laurent. Son débit est d'environ 389 m3/s.
Outre les rivières et les lacs, le territoire est couvert de forets subarctiques d’épinettes, de pins, de mélèzes et de sapins baumiers.

## Histoire

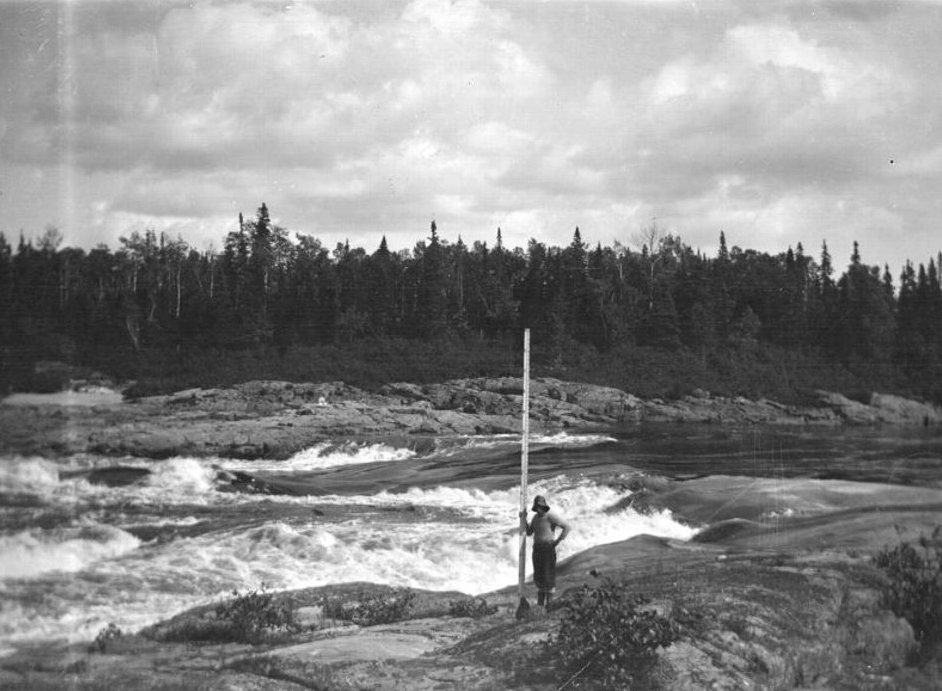
Expédition hydrologique sur la rivière Manicouagan, 1919.

Durant les saisons estivales de 1919 et 1920, des expéditions hydrologiques sont conduites sur les rivières Manicouagan et Outardes qui se jettent dans le fleuve Saint-Laurent aux environs de Baie-Comeau. Leur débit combiné est alors évalué à 40 millions m3, en faisant l'un des plus importants systèmes hydriques au Canada. Le harnachement de ce potentiel apparaît très intéressant mais son éloignement des grands centres urbains et l'absence de réseau routier pour les atteindre ne rend pas leur développement aisé. Les investissements pour construire des barrages dans cette région étaient prohibitifs.

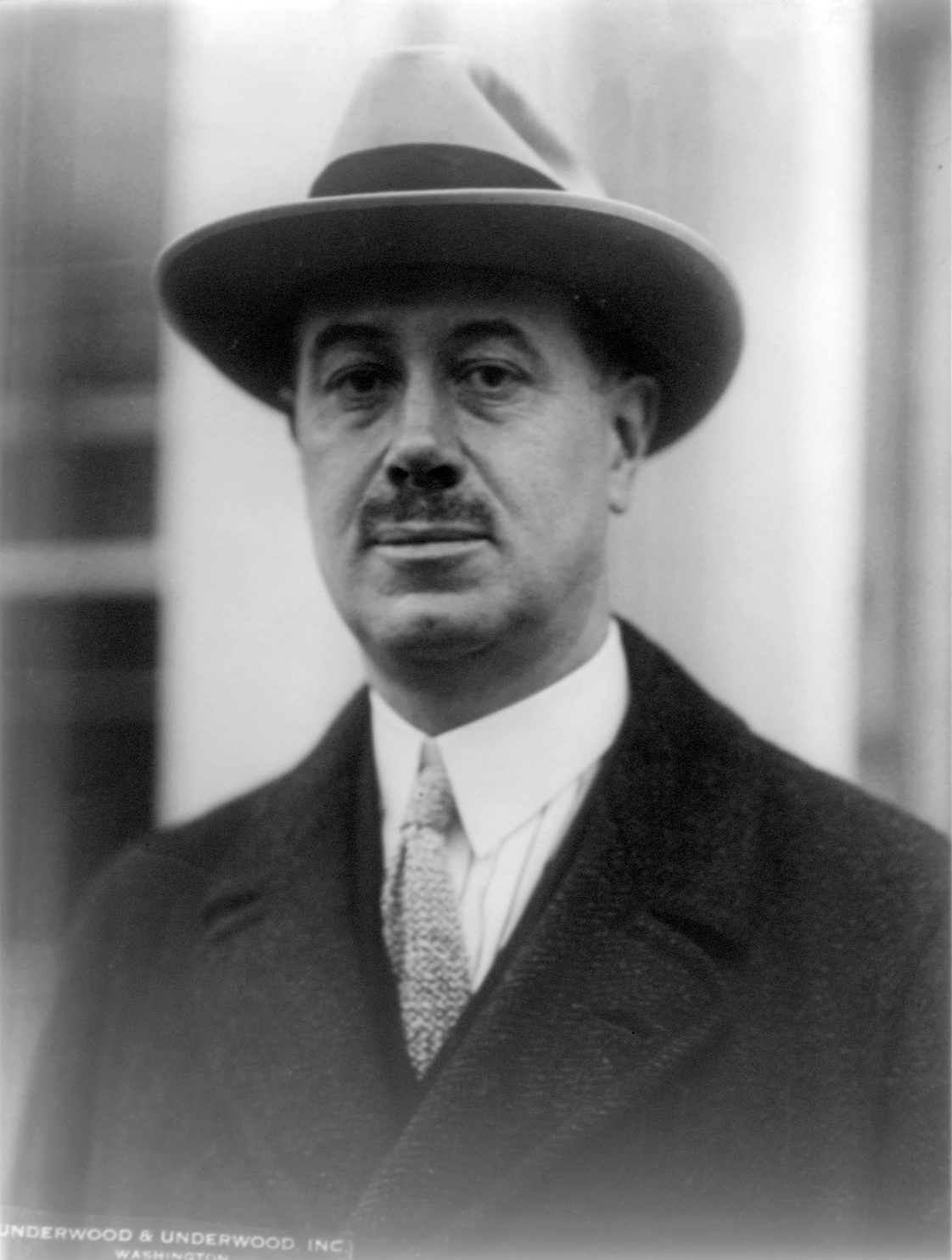
Le colonel Robert R. McCormick.

Le premier jalons du développement de ce qui deviendra plus tard le complexe Manic-Outardes survient le 30 janvier 1923, alors que le colonel Robert R. McCormick, propriétaire du Chicago Tribune, se voit concéder par le gouvernement du Québec un bail d'exploitation des forêts à l'est de la rivière Manicouagan, avec comme obligation de construire une usine de pâte ou de papier dans ce secteur. Le magnat de la presse entend réduire le coût de production de son entreprise en produisant lui-même le papier journal nécessaire à ses publications. 
De 1925 à 1931, la filiale Ontario Paper Company construit un premier barrage à l'embouchure de la rivière aux Outardes, située à une vingtaine de kilomètres à l'ouest. La Grande Dépression retarde la mise en chantier de la papeterie et de la ville, qui s'amorce en 1936. La centrale électrique Outardes 1 de 40 000 chevaux-vapeur (30 MW) de puissance est mise en service en 1937 et la production de papier commence le 15 février 1938. 
Après la Deuxième Guerre mondiale, les gisements de fer découverts dans la région et l'exploitation de la forêt donnent lieu à un formidable développement de la Côte-Nord. Des villes comme Sept-Îles et Baie-Comeau sont reliées au centre de la province par la route. La production de la centrale Outardes 1 devient insuffisante pour alimenter à la fois les besoins de l'usine et de la ville. En 1951, le gouvernement Duplessis accorde à McCormick l'autorisation de construire un nouvel aménagement hydroélectrique aux premières chutes de la rivière Manicouagan 
sont aménagés en la centrale McCormick (292 MW) pour alimenter en électricité l'usine de papier du Chicago Tribune.
En même temps, l'industrie demande de plus en plus d'électricité dans le sud du Québec et la centrale de Beauharnois, sur le fleuve Saint-Laurent, ne suffit plus. Hydro-Québec, crée en 1944, se met en quête de nouvelles sources d'approvisionnement le long de la Cote-Nord car les grandes rivières de cette région éloignée échappent au contrôle des compagnies d'électricité concurrentes.
Entre 1953 et 1959, Hydro-Québec réalise un premier projet majeur loin des centres urbains, le complexe Bersimis. Avec ce projet, la société d’État acquiert une précieuse expérience et améliore sa technique, notamment dans le domaine du transport d'électricité sur de grandes distances avec la construction de deux lignes de 315 kilovolts (kV) reliant Montréal.

### Projet Manicouagan-Outardes
Contrairement à la croyance populaire, le projet remonte à 1950 durant l’ère du gouvernement de Maurice Duplessis. Les études commencent au début des années 1950 et le projet mis en marche en 1958 par Hydro-Québec Il fut complété en 1976. 
En 1955, Hydro-Québec lance une campagne d'évaluation très poussée du potentiel hydroélectrique des rivières Manicouagan et aux Outardes qui durera cinq ans. Ces études démontrent le potentiel exceptionnel du site et mettent en évidence la nécessité de construire plusieurs barrages de manière à graduer le relâchement d'eau et ainsi profiter au maximum du dénivelé. Les données préliminaires sont tellement prometteuses que le projet Manicouagan-Outardes est lancé dès 1959 par le ministre des ressources hydrauliques, Daniel Johnson, avant même la fin des études.
La construction de cinq barrages est prévue sur la rivière Manicouagan (nommés Manic 1 à 5) ainsi que trois sur la rivière aux Outardes (Outardes-2,3 et 4), dont un (Outardes-2) en remplacement de la centrale Outardes I existante. Manic-4 ne verra jamais le jour parce que Hydro-Québec a choisi d'augmenter la masse d'eau du réservoir Manic-3 plutôt que de créer deux réservoirs plus petits. L'idée, loin d’être une erreur de calcul, rentabilisait davantage le projet et permettait la mise en service plus rapide de la centrale[réf. nécessaire]. Également, en l'honneur de l'idée initiale, Manic-5 a préservé son numéro 5 plutôt que de prendre la place de 4e, pour rappeler que le projet prévoyait initialement cinq barrages.
Les ingénieurs d'Hydro-Québec, après évaluation de plusieurs types de barrages pour ce projet retiennent ceux à enrochements et à voûtes multiples. Les deux types ont une stabilité et une sécurité similaires mais le type à voûtes est moins coûteux. L'enrochement sera retenu pour les barrages plus modestes du projet et le second type pour les autres. Si une partie des travaux sont confiés à la firme montréalaise SNC, le contrat principal est promis à la firme Perini & Sons de Boston comme cela s’était fait jusqu'alors. En 1960, René Lévesque, devenu ministre des Ressources hydrauliques du gouvernement libéral de Jean Lesage, fait d'Hydro-Québec le maître d’œuvre du chantier ce qui entraîne la francisation de ce dernier.

#### 735 kilovolts

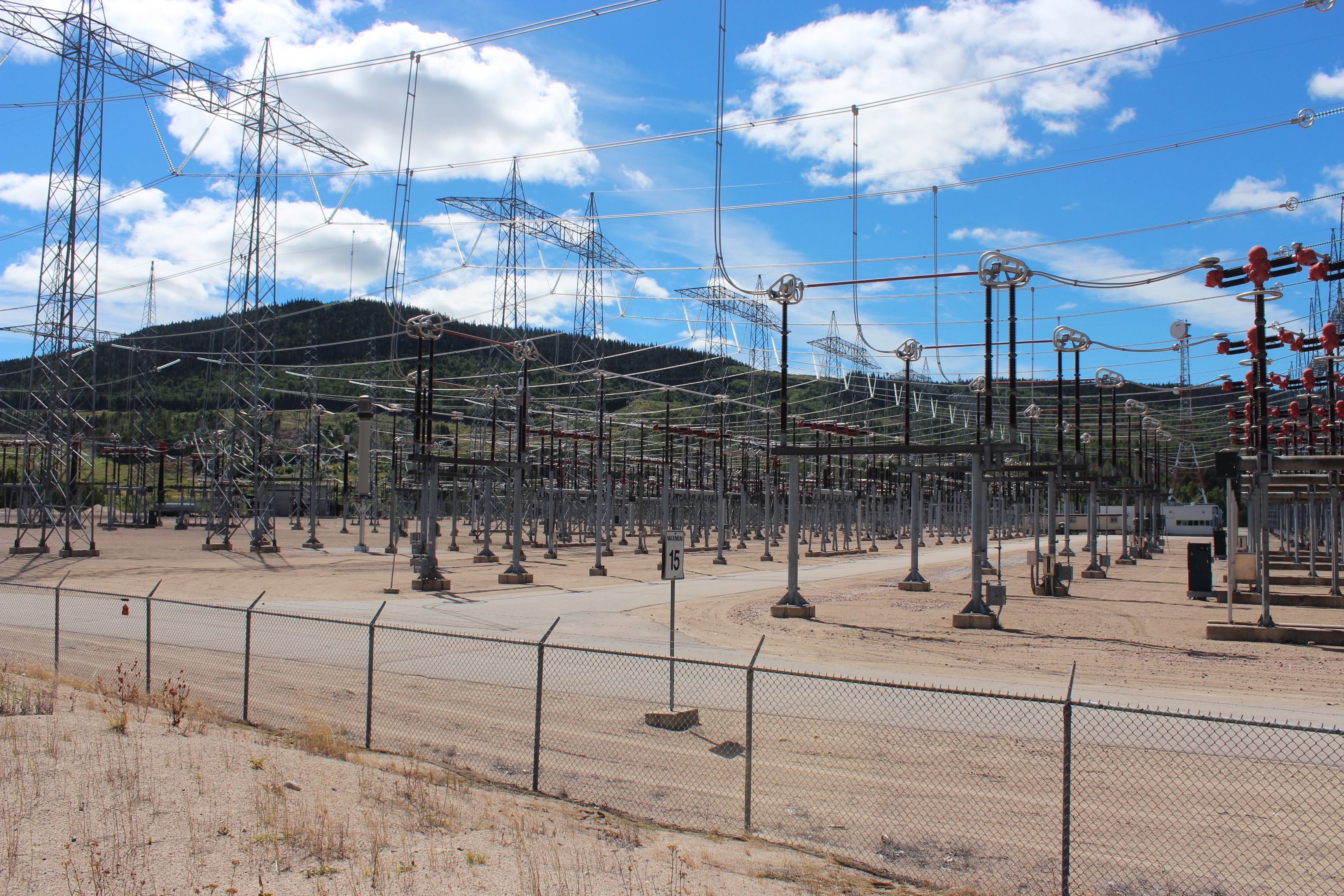
Le poste Micoua élève la tension de 315 à 735 kV.

Les coûts des infrastructures de transport de l'électricité produite par ces futures centrales, situés à des centaines de kilomètres des grands centres urbains, posent un problème divisant les ingénieurs d'Hydro-Québec. Un jeune ingénieur, Jean-Jacques Archambault, réussit à convaincre Hydro-Québec pour les barrages Bersimis-1 et 2 qu'il est possible d'augmenter la tension à 315kv qui divise par 6 le nombre de lignes, la norme étant de 120kv à cette époque. Plus tard, il propose de construire des lignes à 735 kilovolts, une tension beaucoup plus élevée que celles généralement utilisées à cette époque. Face au scepticisme de ses collègues plus âgés, Archambault persiste et finit par convaincre la direction. Son projet inédit monopolise les efforts d'Hydro-Québec et de quelques-uns des plus grands fournisseurs internationaux de matériel à haute tension et finalement la première ligne à 735 kV est mise en service le 29 novembre 1965.

#### Construction
À l'automne 1959, la mise en place des infrastructures d’accès aux différents chantiers de barrages débutent. La route 389 longue de 210 km, des pistes d'atterrissage, des lignes de communication à micro-ondes et des campements sont aménagés. La construction de la ligne de transport à haute tension, qui servira à acheminer le courant vers les grands centres, débute également. Les agrégats et l'eau nécessaires à la fabrication du béton des ouvrages sont pris sur place mais la poudre de ciment est importée de Québec et Montréal via le Saint-Laurent par le pétrolier Maplebranch, converti pour l'occasion. Ce dernier en acheminera 700 000 tonnes à Baie-Comeau d’où des camions prenaient le relai.
Les grands travaux commencent à Manic-5 au printemps 1960, à Manic-2 l’année suivante, puis à Manic-1, voisine de la centrale McCormick, en 1964. Forts de 6 000 travailleurs, les chantiers progressent rapidement mais non sans peine car sur chaque site les ingénieurs doivent résoudre des problèmes inattendus. À l'emplacement ou sera construit le barrage de Manic-5 par exemple, un sillon imprévu, « la dent creuse », sculpté par la rivière et rempli de dépôts alluvionnaires jusqu’à une profondeur de 50 mètres, doit être nettoyé et bétonné. Même chose sur le site de Manic-3 mais sur une profondeur de 130 mètres.
Le barrage de Manic-5 (baptisé Daniel Johnson en 1969) est mis en eau en 1964 puis les centrales Manic-2, Manic-1 et Manic-5 entrent en service en 1965, 1966 et 1968 respectivement. Le projet se poursuit avec la centrale Manic-3, construite de 1970 à 1975.
| Aménagement | Coût selon les livres comptables | Années    |
| ----------- | -------------------------------- | --------- |
| Manic-5     | 497 416 598                      | 1959-1971 |
| Manic-2     | 145 524 569                      | 1961-1967 |
| Manic-3     | 460 923 553                      | 1970-1976 |
| Manic-1     | 26 670 500                       | 1963-1967 |
| Outardes-4  | 202 490 784                      | 1964-1969 |
| Outardes-3  | 138 811 016                      | 1965-1969 |
| Outardes-2  | 304 022 087                      | 1974-1978 |
| Total       | 1 775 859 107                    |           |

#### Concurrence de Churchill Falls
En 1967 commencent au Labrador les travaux de ce qui va devenir pour un temps la plus puissante centrale hydroélectrique du Canada: la centrale de Churchill Falls. En raison de son isolement et du coût prohibitif d'une « route anglo-saxonne », la décision est prise de vendre l'électricité produite par la centrale à Hydro-Québec en échange d'une participation de cette dernière aux risques de l'entreprise.
La construction des centrales sur la rivière aux Outardes, commencé dans les années 1960, est interrompue en mai 1969 en raison de la signature du contrat d'achat d'électricité de Churchill Falls qui fournira à Hydro-Québec une capacité équivalente aux centrales qu'il vient d'achever. À la suite du premier choc pétrolier, les travaux reprennent en 1974 pour s'achever en 1978. Sur ces chantiers aussi des imprévus donnent du fil à retordre aux concepteurs, telles ces cavités poreuses, les « marmites de géant », devant être évidées et colmatées avec du béton pour assurer l'étanchéité des barrages.

### Manic-5-PA
Afin de répondre aux besoins de pointe, la centrale Manic-5-PA (Puissance Additionnelle), dernière à ce jour du complexe Manic-Outardes, entre en service en 1989 en face de son aïeul (Manic-5) et ajoute 1 064 MW de puissance au parc existant. Manic-5 devient donc le premier lieu d’installations hydroélectrique où on ajoute une centrale. Celle-ci est une centrale souterraine, ce qui a permis d’optimiser la hauteur de chute et ainsi la puissance.

## Impact environnemental
Les questions environnementales n'ont pas été l'objet d'un examen spécifique avant et pendant la construction. Ainsi, la réalisation d'un inventaire de la région inondée par la création du réservoir Manicouagan avait été proposée par des biologistes du Centre d'études nordiques de l'Université Laval mais déclinée par Hydro-Québec, qui «ne voyait pas alors l'intérêt d'une étude portant sur les poissons d'une région aussi éloignée».

## Les aménagements du complexe
Les 11 centrales du complexe Manic-Outardes constituent le deuxième complexe hydroélectrique en service au Québec, avec une puissance installée totale de 8 545 MW, derrière le complexe La Grande à la Baie James. Cinq de ces centrales ont une puissance installée totale de plus de 1 000 MW.
|                                           | Puissance installée (MW)                 | Nombre de groupes                        | Hauteur de chute (m)                     | Mise en service                          |
| Bassin versant de la rivière Manicouagan  | Bassin versant de la rivière Manicouagan | Bassin versant de la rivière Manicouagan | Bassin versant de la rivière Manicouagan | Bassin versant de la rivière Manicouagan |
| ----------------------------------------- | ---------------------------------------- | ---------------------------------------- | ---------------------------------------- | ---------------------------------------- |
| Hart-Jaune                                | 51                                       | 3                                        | 39,6                                     | 1960                                     |
| Manic-5                                   | 1 596                                    | 8                                        | 141,8                                    | 1970                                     |
| Manic-5-PA                                | 1 064                                    | 4                                        | 144,5                                    | 1989                                     |
| René-Lévesque (Manic-3)                   | 1 326                                    | 6                                        | 94,19                                    | 1975                                     |
| Toulnustouc                               | 526                                      | 2                                        | 152                                      | 2005                                     |
| Jean-Lesage (Manic-2)                     | 1 229                                    | 8                                        | 70,11                                    | 1965-1967                                |
| McCormick                                 | 335                                      | 7                                        | 37,8                                     | 1952                                     |
| Manic-1                                   | 184                                      | 3                                        | 36,58                                    | 1966-1967                                |
| Bassin versant de la rivière aux Outardes |                                          |                                          |                                          |                                          |
| Outardes-4                                | 785                                      | 4                                        | 120,55                                   | 1969                                     |
| Outardes-3                                | 1 026                                    | 4                                        | 143,57                                   | 1969                                     |
| Outardes-2                                | 523                                      | 3                                        | 82,3                                     | 1978                                     |
| Total                                     | 8 545                                    |                                          |                                          |                                          |